# Cleome gallaensis
Cleome gallaensis là một loài thực vật có hoa trong họ Màng màng. Loài này được Gilg & Benedict mô tả khoa học đầu tiên năm 1915.